# Зощенко, Михаил Михайлович
Михаи́л Миха́йлович Зо́щенко (28 июля (9 августа) 1894, Санкт-Петербург — 22 июля 1958, Сестрорецк, Ленинград) — советский писатель, драматург, сценарист и переводчик. Классик русской и советской литературы.
Остриё его сатирических произведений направлено против невежества, мещанского самолюбия, жестокости и других человеческих пороков.

## Биография
Михаил Михайлович Зощенко родился 28 июля (9 августа) 1894 года (по другим данным 29 июля (10 августа) 1894) в Санкт-Петербурге на Санкт-Петербургской стороне, в доме № 4, кв. 1, по Большой Разночинной улице и был крещён спустя месяц в церкви Святой Мученицы царицы Александры (при Доме призрения бедности императрицы Александры Фёдоровны). Отец — художник Михаил Иванович Зощенко (1857—1907). Мать — Елена Осиповна (Иосифовна) Зощенко (урождённая Сурина, русская, дворянка, 1875—1920).

Во время строительства музея Суворова в Петербурге мозаичную картину на фасаде здания, изображающую отъезд полководца из села Кончанского, выполнял художник Михаил Иванович Зощенко. На картине есть небольшая деталь: маленькая ёлочка в нижнем углу, выложенная пятилетним сыном художника, будущим известным писателем Михаилом Михайловичем Зощенко.— Из книги «Мой город Санкт-Петербург»

В левом углу картины имеется зелёная ёлочка. Нижнюю ветку этой ёлочки сделал я. Она получилась кривая, но папа был доволен моей работой.— М. Зощенко

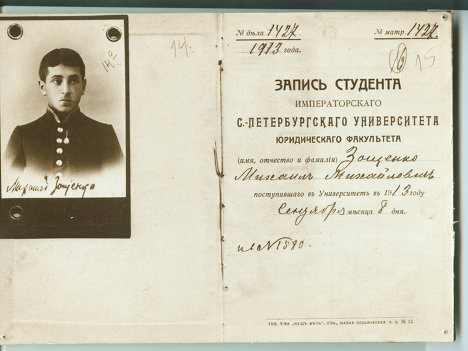

В 1913 году Зощенко окончил восьмую Санкт-Петербургскую гимназию. Один год учился на юридическом факультете Императорского Санкт-Петербургского университета (был отчислен за неуплату). Летом подрабатывал контролёром на Кавказской железной дороге.

### На фронтах Первой мировой и Гражданской войн
В ту войну прапорщики жили в среднем не больше двенадцати дней.— Михаил Зощенко. Перед восходом солнца
Сразу после начала Первой мировой войны М. Зощенко добровольцем вступил в Русскую императорскую армию. 29 сентября 1914 года Михаил Зощенко был зачислен в Павловское военное училище на правах вольноопределяющегося 1-го разряда юнкером рядового звания. 5 января 1915 года произведён в чин младшего портупей-юнкера. 1 февраля 1915 года окончил ускоренный четырёхмесячный курс училища военного времени и произведён в прапорщики с зачислением по армейской пехоте.
5 февраля 1915 года отправлен в распоряжение штаба Киевского военного округа, откуда командирован за пополнением в Вятку и Казань, в 106-й пехотной запасной батальон, как командир 6-й маршевой роты. По возвращении из командировки 12 марта 1915 года прибыл в действующую армию на укомплектование 16-го гренадерского Мингрельского Его Императорского Высочества Великого князя Дмитрия Константиновича полка Кавказской гренадерской дивизии, к которому был вначале прикомандирован (до декабря 1915 года), затем переведён на службу. Назначен на должность младшего офицера пулемётной команды.

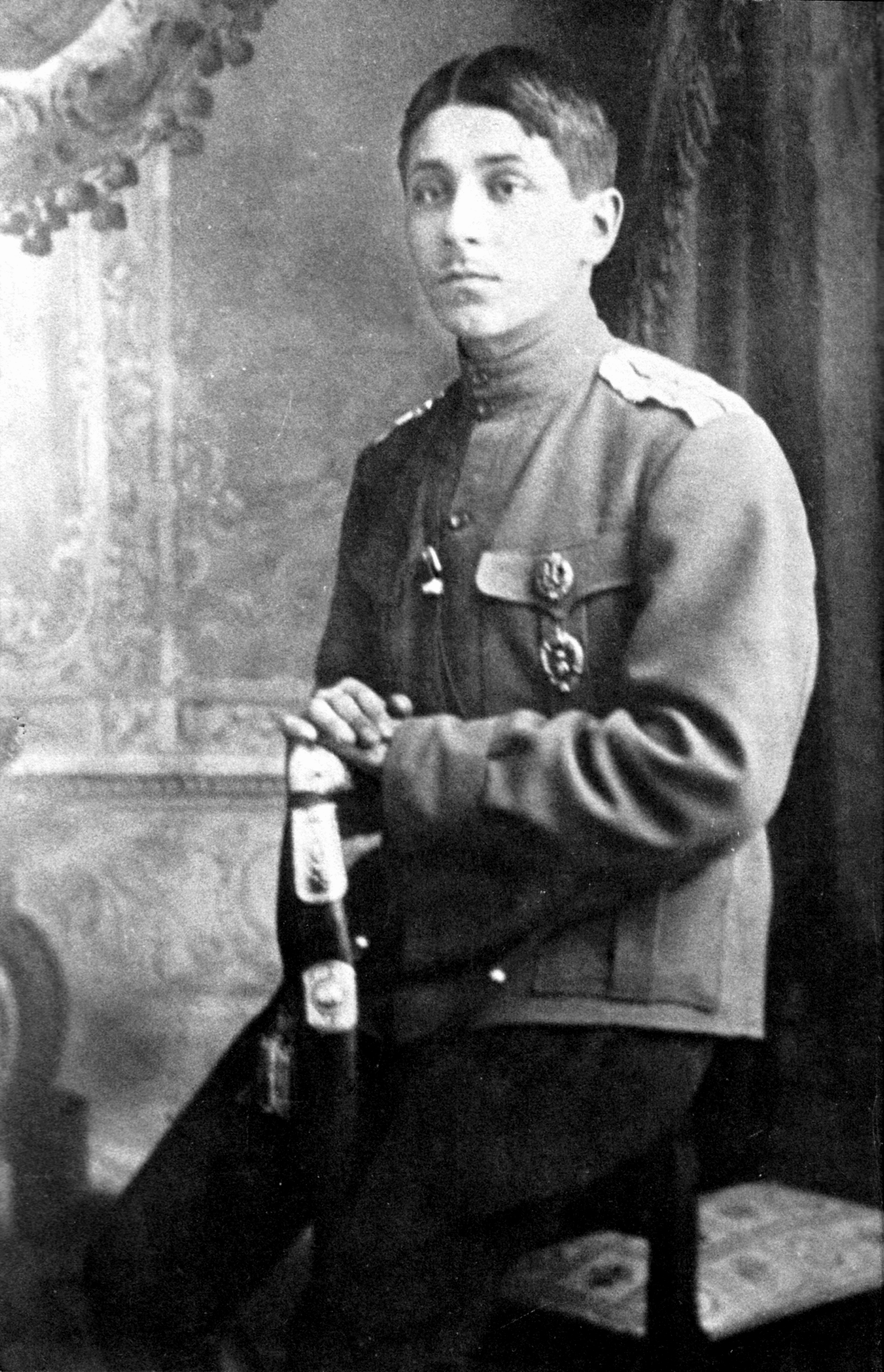
Зощенко в чине прапорщика (1915 год)

В начале ноября 1915 года во время атаки на немецкие траншеи получил лёгкое осколочное ранение в ногу.
17 ноября «за отличные действия против неприятеля» награждён орденом Св. Станислава 3-й степени с мечами и бантом. 22 декабря 1915 года был назначен на должность начальника пулемётной команды, произведён в подпоручики. 11 февраля 1916 года награждён орденом Св. Анны 4-й степени с подписью «За храбрость». 9 июля произведён в поручики.
18 и 19 июля 1916 года в районе местечка Сморгонь дважды отсылает рапорты командиру батальона о подозрительных блиндажах, расположенных за траншеями противника «на самой опушке леса и ⟨…⟩ высоко от земли», полагая, «что эти блиндажи для штурмовых орудий или миномётов». В ночь на 20 июля в результате газовой атаки, произведённой немцами из обнаруженных Зощенко блиндажей, отравлен газами и отправлен в госпиталь.
13 сентября 1916 года награждён орденом Св. Станислава 2-й степени с мечами. В октябре после лечения в госпитале был признан больным первой категории, но отказался от службы в запасном полку и 9 октября вернулся на фронт в свой полк.
9 ноября 1916 года награждён орденом Св. Анны 3-й степени с мечами и бантом и на следующий день назначен командиром роты. Произведён в штабс-капитаны (10.11.1916); 11 ноября назначен временно исполняющим обязанности командира батальона; 17 ноября командирован на станцию Вилейка для работы на курсах временной школы прапорщиков.
В январе 1917 года был представлен в капитаны и к ордену Св. Владимира 4-й степени. Ни чин, ни орден Зощенко получить не успел в связи с революцией, но награждение орденом было объявлено в приказе. Сам Зощенко считал себя награждённым в период Первой мировой войны пятью орденами.
9 февраля 1917 года у Зощенко обостряется болезнь (порок сердца — результат отравления газами), и после госпиталя он отчисляется в резерв.
Летом 1917 года Зощенко назначен начальником почт и телеграфов и комендантом почтамта Петрограда. В сентябре оставил эту должность, так как был командирован в Архангельск, где занимал должность адъютанта 14-й пешей Архангельской дружины государственного ополчения. Отказался от предложения эмигрировать во Францию.
Позже (при советской власти) работал секретарём суда, инструктором по кролиководству и куроводству в Смоленской губернии.
Вот как описывает этот период своей жизни сам Зощенко:

За три года я переменил двенадцать городов и десять профессий… Я уехал в Архангельск. Потом на Ледовитый океан — в Мезень. Потом вернулся в Петроград. Уехал в Новгород, во Псков. Затем в Смоленскую губернию, в город Красны. Снова вернулся в Петроград… Я был милиционером, счетоводом, сапожником, инструктором по птицеводству, телефонистом пограничной охраны, агентом уголовного розыска, секретарём суда, делопроизводителем. Это было не твёрдое шествие по жизни, это было — замешательство.
— Михаил Зощенко. Перед восходом солнца
В начале 1919 года, несмотря на то, что был освобождён от военной службы по состоянию здоровья, добровольно поступил в действующую часть Красной армии. Служил полковым адъютантом 1-го Образцового полка деревенской бедноты.
Зимой 1919 года участвовал в боях под Нарвой и Ямбургом с отрядом Булак-Балаховича.
В апреле 1919 года после сердечного приступа и лечения в госпитале был признан негодным к военной службе и демобилизован; затем служил телефонистом в пограничной страже.

### Литературная работа
Стихи Михаил начал писать с восьми лет. Потом были рассказы. Большое влияние на него оказала мама, Елена Осиповна, публиковавшаяся в газете «Копейка». Современные биографы считают, что первые рассказы Зощенко являются подражанием творчеству его матери. Но на выпускных экзаменах в гимназии за сочинение Зощенко поставили кол. Реакцией на эту оценку была попытка будущего писателя отравиться сулемой. И сделал он это прямо в здании гимназии, напоказ. Может именно это, а возможно и вмешательство его матери повлияли на разрешение переписать сочинение. После чего гимназия была окончена.

Судьба писателя была нелёгкой. После невероятной популярности его ожидало публичное унижение, нищета и предательство.
— Георгий Ковенчук
Оставив окончательно военную службу, с 1920 по 1922 год Зощенко сменил множество профессий: был агентом уголовного розыска, делопроизводителем Петроградского военного порта, столяром, сапожником и т. д. В это время он посещал литературную студию при издательстве «Всемирная литература», которой руководил Корней Чуковский.
Близко познакомившийся с Зощенко в эти годы Николай Чуковский дал ему такой портрет:

«Маленький, оливково-смуглый, с офицерской выправкой, с высоко поднятой головой, с удивительно изящными маленькими руками и ногами».— Н. Чуковский. «О том, что видел», 2005. — ISBN 5-235-02681-0.

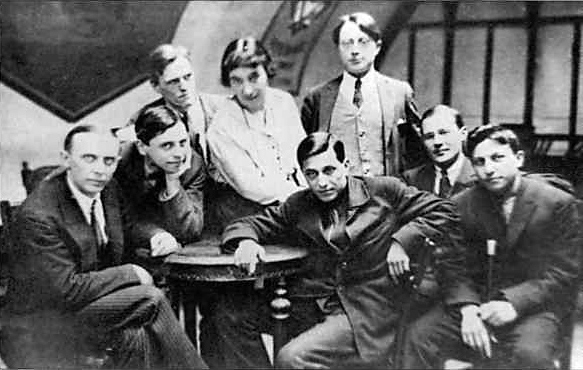
«Серапионовы братья».
Слева направо: К. Федин, М. Слонимский, Н. Тихонов, Е. Полонская, М. Зощенко, Н. Никитин, И. Груздев, В. Каверин

В печати дебютировал в 1922 году. Принадлежал к литературной группе «Серапионовы братья» (Л. Лунц, Вс. Иванов, В. Каверин, К. Федин, Мих. Слонимский, Е. Полонская, Н. Тихонов, Н. Никитин, В. Познер). Члены группы чуждались демагогии и тщеславной декларативности, говорили о необходимости независимости искусства от политики, в изображении реальности старались идти от фактов жизни, а не от лозунгов. Их позицией была осознанная независимость, которую они противопоставляли сформировавшейся идеологической конъюнктурности в советской литературе. Критики, опасливо относясь к «серапионам», считали, что Зощенко представляет собой «наиболее сильную» среди них фигуру. Время покажет верность этого вывода.
На начальный период и дальнейшую эволюцию творчества Зощенко оказал сильное влияние языковой стиль поэмы А. А. Блока «Двенадцать».
В произведениях 1920-х годов (преимущественно в форме рассказа) Михаил Зощенко создал комический образ героя-обывателя с убогой моралью и примитивным взглядом на окружающее. Писатель работает с языком, широко использует формы сказа, выстраивает характерный образ рассказчика. В 1930-е годы он больше работал в крупной форме: «Возвращённая молодость», «Голубая книга» и другие произведения. Начинает работу над повестью «Перед восходом солнца». Его повесть «История одной перековки» вошла в книгу «Беломорско-Балтийский канал имени Сталина» (1934).
В 1920—1930-е годы книги Зощенко издаются и переиздаются огромными тиражами, писатель ездит с выступлениями по стране, успех его невероятен.
1 февраля 1939 года вышел указ Президиума Верховного Совета СССР «О награждении советских писателей». В Указе награждённые писатели были поделены на три категории:
- высшая — орден Ленина (Н. Асеев, Ф. Гладков, В. Катаев, С. Маршак, С. Михалков, П. Павленко, Е. Петров, Н. Тихонов, А. Фадеев, М. Шолохов и др., всего 21 чел.);
- средняя — орден Трудового Красного Знамени (М. Зощенко[19][20], В. Вересаев, Ю. Герман, В. Иванов, С. Кирсанов, Л. Леонов, А. Новиков-Прибой, К. Паустовский, Ю. Тынянов, О. Форш, В. Шкловский и др.);
- низшая — орден «Знак Почёта» (П. Антокольский, Е. Долматовский, В. Инбер, В. Каменский, Л. Никулин, М. Пришвин, А. Серафимович, С. Сергеев-Ценский, К. Симонов, А. Толстой (орден Ленина получил раньше), В. Шишков и др.; всего 172 чел.)[28]

Рассказы Зощенко были переведены и изданы на немецком языке в сборнике «Спи скорее, товарищ» (Schlaf schneller, Genosse!), получившем признание в руководстве Третьего рейха.
В 1940 году написал книгу для детей «Рассказы о Ленине».

### Во время Великой Отечественной войны
Сразу после начала Великой Отечественной войны Зощенко подал в военкомат заявление с просьбой отправить его на фронт, как имеющего боевой опыт. Получил отказ: «К военной службе не годен». Зощенко поступил в группу противопожарной обороны (основная цель — борьба с зажигательными бомбами) и со своим сыном дежурил на крыше дома во время бомбёжек.
Продолжал литературную работу. Написанные Зощенко антифашистские фельетоны публиковались в газетах и исполнялись по радио. По предложению главного режиссёра Ленинградского театра комедии Н. П. Акимова Михаил Зощенко и Евгений Шварц взялись за написание пьесы «Под липами Берлина» — постановка о взятии советскими войсками Берлина шла на сцене театра в то время, когда немцы держали в блокаде Ленинград.
В сентябре 1941 года Зощенко в приказном порядке эвакуирован сначала в Москву, а затем — в Алма-Ату. Вес позволенного багажа не должен был превышать 12 кг, и Зощенко собрал в чемодан 20 тетрадей-заготовок будущей книги «Перед восходом солнца». В итоге на всё прочее осталось только 4 кг.
В Алма-Ате работал в сценарном отделе «Мосфильма». К этому времени написал серию военных рассказов, несколько антифашистских фельетонов, а также сценарии к фильмам «Солдатское счастье» и «Опавшие листья».
В апреле 1943 года приехал в Москву, где стал членом редколлегии журнала «Крокодил».
В 1944—1946 годах много работал для театров. Две его комедии были поставлены в Ленинградском драматическом театре, одна из которых — «Парусиновый портфель» — выдержала 200 представлений за год.

### «Перед восходом солнца»
В эвакуации Зощенко продолжает работать над повестью «Перед восходом солнца» (рабочее название — «Ключи счастья»). Писатель признаёт, что именно к ней он шёл на протяжении всей своей творческой жизни. Материалы для будущей книги он собирал с середины 1930-х годов, и в тех материалах, что Зощенко «эвакуировал», уже содержался значительный «задел» книги. Основную мысль повести можно выразить так: «Сила разума способна победить страх, отчаяние и уныние». Как говорил сам Зощенко, это и есть контроль высшего уровня психики человека над низшим.

Зощенко проникал в глубины своей памяти, отыскивал там тот импульс, что стал первым толчком к заболеванию, отыскивал причину своих бед и несчастий. К определённому моменту он уже верил, что в дотошном изучении «игр организма» есть какой-то смысл. Считал, что вот-вот и ему откроется секрет недуга, так надоевшего ему. И после того, как секрет тот ему станет известен, он сможет переступить через мучившую его болезнь.
— Ю. В. Томашевский
«Перед восходом солнца» — автобиографическая и научная повесть, исповедальный рассказ о том, как автор пытался победить свою меланхолию и страх жизни. Он считал этот страх своей душевной болезнью, а вовсе не особенностью таланта, и пытался побороть себя, внушить себе детски-жизнерадостное мировосприятие. Для этого (как он полагал, читая труды Павлова и Фрейда) следовало изжить детские страхи, побороть мрачные воспоминания молодости. И Зощенко, вспоминая свою жизнь, обнаруживает, что почти вся она состояла из впечатлений мрачных и тяжёлых, трагических и уязвляющих.
Из книги читатель узнаёт о жизни писателя в очень тонких деталях. Все новеллы, написанные для неё, предназначены лишь для того, чтобы отыскать первопричину болезни, мучавшей автора. Зощенко основывается на теории условных рефлексов Павлова, а также на психоанализе З. Фрейда.
Начиная с августа 1943 года журнал «Октябрь» успел опубликовать первые главы «Перед восходом солнца». Продолжение публикации журналу было строго запрещено, над Зощенко «сгустились тучи». Удар последовал через три года.
Повесть «Перед восходом солнца» была впервые полностью опубликована только в 1973 году в США, а на родине автора — в 1987 году.

### Последние годы, гонения
Наградить медалью «За доблестный труд в Великой Отечественной войне 1941—1945 гг.»… работников науки, техники, искусства и литературы… обеспечивших своим доблестным и самоотверженным трудом победу Советского Союза над Германией в Великой Отечественной войне.
— Из указа об учреждении медали
В апреле 1946 года Зощенко в числе других писателей был награждён медалью «За доблестный труд в Великой Отечественной войне 1941—1945 гг.», а через три месяца, после перепечатки журналом «Звезда» его рассказа для детей «Приключения обезьяны» (опубликован в 1945 году в «Мурзилке»), оказалось, что «окопавшийся в тылу Зощенко ничем не помог советскому народу в борьбе против немецких захватчиков». Отныне «хорошо известно недостойное поведение его во время войны».

Памятник писателю Михаилу Зощенко у библиотеки Сестрорецка.

14 августа 1946 года вышло Постановление Оргбюро ЦК ВКП(б) о журналах «Звезда» и «Ленинград», в котором за «предоставление литературной трибуны писателю Зощенко» подверглись жесточайшей разгромной критике редакции обоих журналов — журнал «Ленинград» вообще был закрыт навсегда.

Грубой ошибкой «Звезды» является предоставление литературной трибуны писателю Зощенко, произведения которого чужды советской литературе. Редакции «Звезды» известно, что Зощенко давно специализировался на писании пустых, бессодержательных и пошлых вещей, на проповеди гнилой безыдейности, пошлости и аполитичности, рассчитанных на то, чтобы дезориентировать нашу молодёжь и отравить её сознание. Последний из опубликованных рассказов Зощенко «Приключения обезьяны» («Звезда», № 5—6 за 1946 г.) представляет пошлый пасквиль на советский быт и на советских людей. Зощенко изображает советские порядки и советских людей в уродливо карикатурной форме, клеветнически представляя советских людей примитивными, малокультурными, глупыми, с обывательскими вкусами и нравами. Злостно хулиганское изображение Зощенко нашей действительности сопровождается антисоветскими выпадами.
Предоставление страниц «Звезды» таким пошлякам и подонкам литературы, как Зощенко, тем более недопустимо, что редакции «Звезда» хорошо известна физиономия Зощенко и недостойное поведение его во время войны, когда Зощенко, ничем не помогая советскому народу в его борьбе против немецких захватчиков, написал такую омерзительную вещь как «Перед восходом солнца», оценка которой, как и оценка всего литературного «творчества» Зощенко, была дана на страницах журнала «Большевик».
— Постановление Оргбюро ЦК ВКП(б) от 14 августа 1946 года № 274
Вслед за постановлением на Зощенко и Ахматову обрушился секретарь ЦК ВКП(б) А. Жданов. Его доклад изобиловал оскорблениями: «окопавшийся в тылу Зощенко» (об эвакуации во время войны), «Зощенко выворачивает наизнанку свою подлую и низкую душонку» (о повести «Перед восходом солнца») и так далее.
После постановления и доклада Жданова Зощенко был исключён из Союза писателей, лишён средств к существованию. Писателя не только перестали печатать — Зощенко был полностью вычеркнут: его имя не упоминалось в прессе, даже издатели переведённых им произведений не указывали имя переводчика. Почти все из знакомых литераторов прекратили с ним отношения.
По мнению К. Симонова, «выбор прицела для удара по Ахматовой и Зощенко был связан не столько с ними самими, сколько с тем головокружительным, отчасти демонстративным триумфом, в обстановке которого протекали выступления Ахматовой в Москве, ⟨…⟩ и с тем подчёркнуто авторитетным положением, которое занял Зощенко после возвращения в Ленинград».
В 1946—1953 годах Зощенко вынужден был заниматься переводческой работой (нашедшейся благодаря поддержке сотрудников Госиздата Карело-Финской ССР) и подрабатывать освоенным в молодости сапожным ремеслом. В его переводе вышли книги Антти Тимонена «От Карелии до Карпат», М. Цагараева «Повесть о колхозном плотнике Саго» и две виртуозно переведённые повести финского писателя Майю Лассилы — «За спичками» и «Воскресший из мёртвых».
После смерти Сталина был поднят вопрос о восстановлении Зощенко в Союзе писателей, выступали Симонов и Твардовский. Симонов был против формулировки «восстановление». По его мнению, восстановить — значит признать свою неправоту. Поэтому нужно принимать Зощенко заново, а не восстанавливать, зачисляя только те произведения, которые Зощенко написал после 1946 года, а всё, что было до — считать, как и прежде, литературным хламом, запрещённым партией. Симонов предложил принять Зощенко в Союз писателей как переводчика, а не как писателя.
В июне 1953 года Зощенко был заново принят в Союз писателей. Бойкот ненадолго прекратился.
В мае 1954 года Зощенко и Ахматова были приглашены в Дом писателя, где проходила встреча с группой студентов из Англии. Английские студенты настаивали на том, чтобы им показали могилы Зощенко и Ахматовой, на что им ответили, что обоих писателей им предъявят живьём.
На встрече один из студентов задал вопрос: как Зощенко и Ахматова относятся к губительному для них постановлению 1946 года. Смысл ответа Зощенко сводился к тому, что с оскорблениями в свой адрес он не может согласиться, он русский офицер, имеющий боевые награды, в литературе работал с чистой совестью, его рассказы считать клеветой нельзя, сатира была направлена против дореволюционного мещанства, а не против советского народа. Англичане ему аплодировали. Ахматова на вопрос ответила холодно: «С постановлением партии я согласна». Её сын, Лев Николаевич Гумилёв, был в заключении.
После этой встречи в газетах появляются разгромные статьи, на Зощенко валятся упрёки: вместо того чтобы измениться, что и предписывала ему партия, он все ещё не согласен. Выступление Зощенко критикуют на писательских собраниях, начинается новый виток травли.
На собрании, куда специально прибыло московское литературное начальство, через месяц после встречи с англичанами, Зощенко обвинили в том, что он осмелился публично заявлять о несогласии с постановлением ЦК ВКП(б). К. Симонов и В. Кочетов пытались уговорить Зощенко «покаяться». Причины его твёрдости не понимали. В этом усматривалось упрямство и высокомерие.
Стенограмма речи Зощенко на этом собрании:

Я могу сказать — моя литературная жизнь и судьба при такой ситуации закончены. У меня нет выхода. Сатирик должен быть морально чистым человеком, а я унижен, как последний сукин сын… У меня нет ничего в дальнейшем. Ничего. Я не собираюсь ничего просить. Не надо мне вашего снисхождения — ни вашего Друзина, ни вашей брани и криков. Я больше чем устал. Я приму любую иную судьбу, чем ту, которую имею.

В английской прессе вскоре появились статьи о том, что поездка в СССР развеивает мифы о невозможности свободной и непринуждённой дискуссии в этой стране, нападки на Зощенко прекратились. Тем не менее силы писателя были исчерпаны, всё чаще и продолжительнее становятся депрессии, у Зощенко нет более желания работать.
По достижении пенсионного возраста в середине августа 1955 года (официальным годом рождения Зощенко в то время считался 1895 год) писатель подаёт в Ленинградское отделение СП заявление о предоставлении пенсии. Тем не менее лишь в июле 1958 года, незадолго до смерти, после долгих хлопот Зощенко получает извещение о назначении персональной пенсии республиканского значения (в размере 1 200 руб. ежемесячно).
Последние годы жизни писатель провёл на даче в Сестрорецке.
Зощенко начинают преследовать болезни, он всё чаще впадает в депрессию, беспрерывно курит, что в мае 1958 года приводит к тяжёлому отравлению никотином. Отравление повлекло за собой кратковременный спазм сосудов мозга; затруднилась речь, он перестал узнавать окружающих; 22 июля 1958 года в 0:45 Михаил Зощенко умер от острой сердечной недостаточности.

Памятник на могиле М. Зощенко

Похороны писателя на «Литераторских мостках» Волковского кладбища власти запретили, и писатель был похоронен на городском кладбище Сестрорецка (участок № 10). По свидетельству очевидца, мрачный в жизни Зощенко улыбался в гробу. В 1995 году установлено надгробие (скульптор в. Ф. Онежко). Рядом похоронены жена писателя Вера Владимировна (дочь полковника Кербицкого, 1894—1981), сын Валерий (театральный критик, 1921—1986), внук Михаил (капитан 2-го ранга, 1943—1996).
Правнучка — Вера Зощенко, актриса.

### Переводы
- Ζόσενκο M. Το Θύμα της Επανάστσης. (Зощенко М. `Жертва революции: Рассказы. Пер. на греческий Д. Триантафиллидиса). Афины: Epikentro, 2018. — 232 с. — ISBN 978-960-458-815-2

- मिखाइल ज़ोशेनको: चुनी हुई कहानियां. (Михаил Зощенко: Избранные рассказы. Пер. 92 рассказов на хинди: Р. Саксена, С. Саини). Нью-Дели: ShubHda Prakashan, 2019. — 431 с. — ISBN 978-93-86033-34-5.

- Zóshchenko M. Antes de que salga el sol. Cuentos. (Перед восходом солнца : Повести и рассказы. Перев. на испанский Р. Г. Тирадо). Гранада: Jizo Ediciones, 2017. — 385 с. — ISBN 978-84-338-6070-5

## Псевдонимы
В 1920-е годы из-под пера Зощенко вышли сотни рассказов и фельетонов. Часть произведений для сатирических изданий автор подписывал псевдонимами. Вот лишь некоторые из них: Назар Синебрюхов, Семён Курочкин, Мих. Кудрейкин, Мих. Кудрявцев, Мих. Гаврилов, Гаврилыч, Гаврила, Михал Михалыч, М. М. Прищемихин. Иногда в конце рассказа или фельетона Зощенко ставил только инициалы М. З., а порой просто З. или М.

## Экранизации
По произведениям Зощенко снято несколько художественных фильмов, в том числе знаменитая комедия Леонида Гайдая «Не может быть!» (1975) по рассказу и пьесам «Преступление и наказание», «Забавное приключение», «Свадебное происшествие».
- Преступление и наказание (1940).
- Пчёлы и люди (короткометражный, 1963).
- Серенада (1968).
- На ясный огонь (1975).
- Не может быть! (1975).
- По страницам «Голубой книги» (телеспектакль) (1977).
- Безумный день инженера Баркасова (1983).
- Золотая рыбка (телеспектакль) (1985).
- С луны свалился (телеспектакль) (1988).
- Долой коммерцию на любовном фронте, или Услуги по взаимности (1988).
- Золотые слова (1989).
- Собачий нюх (1989).
- Тюк! (1990).
- Страшная мысль (1996) по повести «Страшная ночь»
- Истинные происшествия (2000).
- Ёлка (2014).
- Про Лёлю и Миньку (2020).
- Последняя «Милая Болгария» (2021).

Рассказы Зощенко из цикла «Лёля и Минька» («Ёлка», «Калоши и мороженое», «Тридцать лет спустя», частично пересказан рассказ «Не надо врать») были инсценированы в одном из выпусков детской телепередачи «Будильник», вышедшем в 1984 году. Рассказы читали Наталья Назарова и Юрий Богатырёв.

## Награды

### Боевые
- 17 ноября 1915 — Орден Святого Станислава III степени с мечами и бантом (утв. ВП от 11.09.1916)
- 11 февраля 1916 — Орден Святой Анны IV степени с надписью «За храбрость» (утв. ПАФ от 31.03.1917)
- 13 сентября 1916 — Орден Святого Станислава II степени с мечами
- 9 ноября 1916 — Орден Святой Анны III степени с мечами и бантом (утв. ВП от 08.09.1916)
- Январь 1917 — Орден Святого Владимира IV степени с мечами и бантом (объявлен в приказе)

### За литературную работу
- 31 января 1939 — Орден Трудового Красного Знамени
- Апрель 1946 — Медаль «За доблестный труд в Великой Отечественной войне 1941—1945 гг.»

## Память
- Государственный литературно-мемориальный музей в Санкт-Петербурге. Находится на улице Малая Конюшенная, дом 4/2, квартира 119, где писатель с 1954 по 1958 жил последние годы. Музей создан в 1992 году.
- В Сестрорецке, где на даче жил писатель, ежегодно в августе в библиотеке у памятника Зощенко проводятся праздники, посвящённые его творчеству[49].
- Имя Зощенко носит Центральная библиотека Курортного района Санкт-Петербурга[50].
- В честь М. М. Зощенко назван астероид (5759) Zoshchenko, открытый астрономом Людмилой Карачкиной в Крымской Астрофизической Обсерватории 22 января 1980 года.
- На доме по адресу Набережная канала Грибоедова, 9 в 1994 году установлена мемориальная доска работы скульптора В. Э. Горевой и архитекторов Т. Н. Милорадовича и Н. А. Соколова[51].
- В 2003 году по адресу Сестрорецк, улица Токарева, 7 установлен памятник работы скульптора В. Ф. Онежко и архитектора Н. Н. Соколова.
- Имя Зощенко носят улицы в посёлке Горная Поляна в Волгоградской области, в Сестрорецке и в посёлке Пески Всеволожского района Ленинградской области.

## Адреса в Санкт-Петербурге
- 1894—1895 — улица Большая Разночинная., д. 4, кв. 1[52]
- 1925—1927 — Большая Морская улица, 14[52]
- 1927—1934 — улица Чайковского, д. 75, кв. 5[52]
- 1934—1941 — Малая Конюшенная улица, д. 4/2, кв. 122. (Ранее нумерация домов шла по каналу Грибоедова: канал Грибоедова, д. 9, кв. 124)
- 1945 — 22.07.1958 — Малая Конюшенная улица, д. 4/2, кв. 119 (Музей-квартира М. Зощенко). (Ранее нумерация домов шла по каналу Грибоедова: канал Грибоедова, д. 9, кв. 124. Квартира, которую он обменял у В. К. Кетлинской).